# Twannberg (Meteorit)
Koordinaten: 47° 7′ 28″ N, 7° 10′ 44″ O
Der Meteorit Twannberg ist der grösste Meteorit, der bisher in der Schweiz gefunden worden ist.
Das erste Fragment (mit 15,916 kg) des Meteoriten wurde am 9. Mai 1984 bei Twann im Kanton Bern aufgefunden. Bis August 2016 wurden ca. 600 Fragmente mit einer Gesamtmasse von über 72 kg aufgefunden. Ein grosser Teil davon ist im Naturhistorischen Museum Bern ausgestellt. Der Fall ereignete sich vor ca. 160'000 Jahren, das Streufeld hat eine Länge von über 5 km.
Es handelt sich um das erste in der Schweiz entdeckte Meteoriten-Streufeld und um den einzigen bisher in Europa entdeckten Eisenmeteoriten der Klasse IIG. Von der Kategorie mit besonders geringem Nickel-Anteil existieren weltweit nur sechs Stück. Sie stammen aus dem ersten Tausendstel der Geschichte des Sonnensystems.
Im Oktober 2020 wurde der Meteoritensammlung des Naturhistorischen Museums Wien (NHMV) Fragment geschenkt, deren Gesamtmasse zu dieser Zeit auf ca. 140 kg angewachsen war.